# Chloe Levine
Chloe Levine (Nova Iorque, 1996) é uma atriz norte-americana, conhecida pela participação na série The OA, interpretando Angie, em Defensores, como Lexi Raymond, em The Society, como Emily Warner, e Chelsea em The Ranger.